# Мётстеге, Вим
Вим Мётстеге (нидерл. Wim Meutstege; род. 28 июля 1952, Девентер, Оверэйссел) — нидерландский футболист, защитник. Выступал за нидерландские клубы «Гоу Эхед Иглз», «Эксельсиор», «Спарта» и «Аякс». За национальную сборную Нидерландов провёл один матч.

## Биография

### Клубная карьера
Вим Мётстеге начал свою футбольную карьеру в клубе «Гоу Эхед Иглз» из своего родного города Девентера. Дебют Вима в Высшем дивизионе Нидерландов состоялся в 1970 году, на тот момент 18-летний Мётстеге быстро стал основным игроком обороны клуба. В своём дебютном сезоне 1970/71 Вим сыграл 22 матча.
В 1971 году Мётстеге перешёл в клуб «Эксельсиор» из Роттердама. В составе «Эксельсиора» Вим провёл два сезона, так и не добившись с клубом больших успехов, всего за «Эксельсиор» Мётстеге отыграл 64 матча, в которых забил 3 мяча. В 1973 году Вим перешёл в другой клуб из Роттердама в «Спарту». В «Спарте» Вим также был безоговорочным игроком основного состава, в своём первом сезоне за клуб Мётстеге провёл 34 матча и забил 2 мяча. За четыре сезона Вим провёл за «Спарту» 119 матчей и забил 7 мячей.
После окончания сезона 1976/77 Мётстеге перешёл в амстердамский «Аякс». В первом сезоне за «Аякс» Вим сыграл 32 матча, а его клуб занял второе место в чемпионате, уступив только «ПСВ» из Эйндховена. В 1979 году Мётстеге выиграл свой первый титул чемпиона Нидерландов, в том же году Мётстеге стал и обладателем кубка Нидерландов. В 1980 году Вим вновь стал чемпионом страны, но по окончании сезона 1979/80 неожиданно решил завершить свою футбольную карьеру в возрасте 28 лет. Всего в чемпионатах Нидерландах Вим сыграл 299 матчей и забил 9 мячей.

### Карьера в сборной
В национальной сборной Нидерландов Мётстеге провёл всего один матч, который состоялся 19 июня 1976 года в матче чемпионата Европы против сборной Югославии, Вим вышел на замену на 46 минуте, а его сборная победила в дополнительное время со счётом 3:2 и завоевала бронзовые медали первенства Европы.

## Статистика

### Матчи Мётстеге за сборную Нидерландов
| Матчи Мётстеге за сборную Нидерландов | Матчи Мётстеге за сборную Нидерландов | Матчи Мётстеге за сборную Нидерландов | Матчи Мётстеге за сборную Нидерландов | Матчи Мётстеге за сборную Нидерландов | Матчи Мётстеге за сборную Нидерландов |
| ------------------------------------- | ------------------------------------- | ------------------------------------- | ------------------------------------- | ------------------------------------- | ------------------------------------- |
| №                                     | Дата                                  | Соперник                              | Счёт                                  | Голы Мётстеге                         | Соревнование                          |
| 1                                     | 19 июня 1976                          | Югославия                             | 3:2                                   | —                                     | Чемпионат Европы 1976                 |

Итого: 1 матч / 0 голов; 1 победа, 0 ничьих, 0 поражений.

## Достижения
Клубные:
- Чемпион Нидерландов: 1979, 1980
- Обладатель кубка Нидерландов: 1979

Национальные:
- Бронзовый призёр чемпионата Европы: 1976